# الزهراء دردوري
الزهراء دردوري ولدت يوم 6 فيفري 1955 في باتنة)، هي استاذة وامرأة سياسية جزائرية.
في سبتمبر 2013 ، تم تعيين الزهراء دردوري وزيرة البريد وتكنولوجيات الاعلام والاتصال من قبل الرئيس بوتفليقة. ركزت على ايصال تكنولوجيا المعلومات والاتصالات في المناطق الأكثر عزلة في الجزائر وعلى توفير اتصال إنترنت سريع وسريع في جميع أنحاء البلاد. في 14 مايو 2015 ، غادرت الحكومة بعد إجراء تعديل وزاري.

## السيرة الذاتية
- 14-2013 مايو 2015: وزيرة البريد وتكنولوجيات الاعلام والاتصال
- 2013-2008: رئيس هيئة تنظيم البريد والاتصالات (ARPT)
- 1992-1988: مدير المعهد الوطني للمعلوماتية
- 1988-1984: مدير معهد علوم الحاسب بجامعة هواري بومدين للعلوم والتكنولوجيا
- 1984: ماجستير في علوم الكمبيوتر في جامعة هواري بومدين للعلوم والتكنولوجيا
- 1978: دبلوم الدراسات العليا في علوم الكمبيوتر في جامعة الجزائر
- 1973: الثانوية العامة للبكالوريا في ثانوية عمر رسيم